# 鍾景福
鍾景福，字秉珍，江西南昌府南昌縣人，明朝政治人物，賜特用進士出身。
崇禎六年登舉人，十五年賜進士，歷官廣平知縣、歸安知縣。